# 宇都宮市立富屋小学校
宇都宮市立富屋小学校（うつのみやしりつ とみやしょうがっこう）は、栃木県宇都宮市徳次郎町にある公立小学校。

## 沿革
- 1873年（明治6年）4月 - 上徳次郎に明徳舎として開校[1]、同年秋に徳次郎宿（中町）に移転し徳次郎尋常小学校に改称
- 1883年（明治16年）1月 - 上金井に徳次郎尋常小学校金井分教室設置[2]
- 1890年（明治23年） - 徳次郎尋常小学校を富屋尋常小学西校に、金井分校を富屋尋常小学東校に改称
- 1899年（明治32年）12月 - 大字徳次郎（中町花の木）に移転[1]
- 1904年（明治37年）5月25日 - 富屋尋常高等小学西校と同東校を合併し富屋村尋常高等小学校とし、この日を造立記念日とした。校舎は大字徳次郎（中町花の木）と大字上金井に分かれたままであった[3]
- 1911年（明治44年） - 大字徳次郎（下町大光院塚）に木造2階建ての新校舎建設し、全児童が新校舎へ[1]
- 1923年（大正12年）6月 - 木造2階建ての中央校舎落成[3]
- 1941年（昭和16年） - 富屋村国民学校に改称[4]
- 1947年（昭和22年）4月 - 学校教育法公布により富屋村立富屋小学校に改称[5]
- 1954年（昭和29年）11月1日 - 富屋村が宇都宮市に編入合併したのに伴い宇都宮市立富屋小学校に改称[4]
- 1958年（昭和33年） - 時代に合わせた新校歌制定、作詞は入江信三良、作曲は入江順で、ともに本校卒業生[6]
- 1965年（昭和40年）4月 - 木造2階建ての新校舎竣工、以後5期連続で工事し大正期の校舎を建て替えた[7]
- 1971年（昭和46年）12月 - 富屋中学校跡地に富屋公民館新築開館[8]
- 1973年（昭和48年）11月 - 体育館竣工[9]
- 1978年（昭和53年） - 富屋公民館体育室北側にプレハブ設置し放課後児童クラブ「欅児童会」開設[10]
- 1979年（昭和54年）2月 - 鉄筋4階建ての新校舎（西校舎）落成[7]
- 1995年（平成7年）10月 - 西校舎の東側に鉄筋4階建ての東校舎竣工し、学校所在地を移転[11]
- 1997年（平成9年）4月 - 木造校舎跡地に富屋地区市民センター（富屋公民館併設）開館[8]、「欅児童会」を「富屋こどもの家けやきクラブ」に改称し宇都宮市役所富屋出張所跡の建物（旧富屋公民館南側）に移転[10]
- 1998年（平成10年） - 旧富屋公民館を取り壊し校庭整備完了
- 2002年（平成14年）3月 - 富屋地区市民センター併設の富屋公民館廃止され、生涯学習センターに引き継がれる[8]
- 2008年（平成20年）4月 - 富屋小学校地域協議会設立[12]
- 2016年（平成28年）9月 - 屋内運動場（新体育館）落成、南側に「富屋こどもの家けやきクラブ」併設[10]

## 通学区域
- 宇都宮市[13]
  - 大網町
  - 上金井町
  - 上横倉町
  - 下金井町
  - 下横倉町
  - 徳次郎町